# Kinder der Landstrasse
Das Hilfswerk für die Kinder der Landstrasse entstand 1926 als Projekt der halbstaatlichen schweizerischen Stiftung Pro Juventute. Sie wurde unter der Leitung von Alfred Siegfried auf die Beine gestellt mit der von ihm formulierten Intention: «Wer die Vagantität erfolgreich bekämpfen will, muss versuchen, den Verband des fahrenden Volkes zu sprengen, er muss, so hart das klingen mag, die Familiengemeinschaft auseinanderreissen». Mit Unterstützung der Vormundschaftsbehörden wurden Kinder von Fahrenden, insbesondere Jenischen, und ihre Familien systematisch und gegen den Willen der Betroffenen gewaltsam auseinandergerissen. Bis 1972, als das Projekt nach öffentlichem Druck eingestellt wurde, waren davon rund 600 Kinder betroffen. Ziel von Kinder der Landstrasse war es, die Kinder dem Einfluss der als asozial beurteilten minderheitlichen Lebensverhältnisse zu entfremden und sie an die vorherrschende mehrheitsgesellschaftliche Lebensweise anzupassen. Ein weiteres Ziel war die Entwicklung der Kinder zu «brauchbaren» Arbeitern für die Gesellschaft. Das «Hilfswerk» wurde 1973 aufgelöst.

## Grundlagen
Die rechtliche Grundlage der Kindswegnahmen fand sich im Zivilgesetzbuch von 1912, welches bei pflichtwidrigem Verhalten der Eltern, dauernder Gefährdung oder ganz allgemein bei Verwahrlosung die Vormundschaftsbehörden legitimierte, den Eltern das Sorgerecht über ihre Kinder zu entziehen. Zwar sprach das Zivilgesetzbuch von einer Aufsicht über die Arbeit der Behörden, sie wurde aber kaum wahrgenommen. Denn im Grunde genommen verfügten nur die Fürsorgebehörden über das Recht, den Eltern das Sorgerecht zu entziehen. Dass Kinder einer fahrenden Familie angehörten, war jedoch ein hinreichender Grund, sie den Eltern wegzunehmen.
Als fachlich-fürsorgerische Rechtfertigung dienten psychiatrische Gutachten, die das «Hilfswerk» über seine Mündel anlegen liess. Ihre allgemeinwissenschaftliche Grundlegung fand die Haltung der Verantwortlichen nicht allein in der Überzeugung von der Schädlichkeit einer familiären Sozialisation in als asozial kategorisierten Familien, als welche Familien mit fahrender Herkunft per se galten, sondern zugleich auch in erbbiologischen Vorstellungen vom minderwertigen Erbgut «Asozialer», seien sie sesshaft oder seien sie es nicht, das das wertvolle Erbgut der sesshaften Mehrheitsbevölkerung schädigen werde, wenn seine Weitergabe nicht verhindert werde.
Zu den Protagonisten derartiger bevölkerungssanitärer und rassehygienischer Konzepte gehörten der Graubündner Psychiater Josef Jörger mit seinen psychiatrisch-eugenischen Schriften über die Familie Zero oder der deutsche Rassenhygieniker und Zigeuner-Experte Robert Ritter.

## Praxis
Das «Hilfswerk» war bestrebt, Kinder sowohl nichtsesshafter als auch sesshafter Familien, die als «Vaganten» galten und meist «Fahrende» genannt wurden, zu internieren bzw. in Fremdfamilien umzusetzen. So gemäss dem Verantwortlichen Alfred Siegfried, der das Programm der Aktion wie folgt formulierte: «Wer die Vagantität erfolgreich bekämpfen will, muss versuchen, den Verband des fahrenden Volkes zu sprengen, er muss, so hart das klingen mag, die Familiengemeinschaft auseinanderreissen. Einen anderen Weg gibt es nicht. Wenn es nicht gelingt, die einzelnen Glieder auf sich selbst zu stellen, so werden über kurz oder lang wiederum von ihrer Sippe eingefangen; alles, was man für sie getan hat, ist verloren.»
Nicht eine reale fahrende Lebensweise der Eltern war das entscheidende Kriterium der Kindswegnahme, sondern die Zugehörigkeit zu einer als kollektive Trägerin sozial schädlicher Eigenschaften eingestuften Randgruppe der Kessler und Korber und ihrer Familien, die als Bettler und Diebe angesehen wurden. Bundesrat Heinrich Häberlin (FDP), Stiftungsratspräsident der Pro Juventute, bezeichnete die Jenischen in einer 1927 erschienenen Broschüre als einen «dunklen Fleck in unserm auf seine Kulturordnung so stolzen Schweizerlande», den es zu beseitigen gelte.
In einigen Fällen wurden Kinder der Mutter bereits direkt nach der Geburt weggenommen. Die Kinder wurden in der Regel in Heimen, in manchen Fällen auch in Fremdfamilien, in psychiatrischen Anstalten und auch in Gefängnissen untergebracht oder als Verdingkinder Bauernfamilien als Arbeitskräfte zugeteilt. Kontakte zwischen Kindern und Eltern wurden systematisch verhindert. Zum Teil wurden sogar die Namen der «Hilfswerk-Mündel» geändert, um für ihre Verwandten unauffindbar zu bleiben. Kindsmisshandlungen wurden als Erziehung zur Arbeit legitimiert. In den 1930er/40er Jahren erreichten die Kindswegnahmen ihren Höhepunkt. Phasenweise standen mehr als 200 Kinder unter der Kontrolle des «Hilfswerk».
Das «Hilfswerk» benötigte und fand die Unterstützung von Fürsorgestellen, Lehrern, Pfarrern und gemeinnützigen Einrichtungen. Die Rechtsvorschriften eröffneten Handlungsspielräume, die von den Akteuren in unterschiedlicher Weise, häufig aber extensiv genutzt wurden. Dabei wurden die Grenzen zur offenen Rechtswidrigkeit überschritten.

## Aufdeckung und Folgewirkungen
1972 veröffentlichte der Schweizerische Beobachter die Schicksale von Menschen, die aus ihrer Familie herausgerissen wurden. Die meisten Kinder und Eltern litten das ganze Leben lang unter den Aktivitäten des «Hilfswerks». Öffentlicher Druck veranlasste Pro Juventute in der Folge, das «Hilfswerk» im Frühjahr 1973 aufzulösen. Noch bestehende Vormundschaften wurden aufgehoben oder an andere Personen übertragen. Der Bund, der die Stiftung jahrelang finanziell unterstützt hatte, zahlte finanzielle Entschädigungen von zwischen 2.000 und 7.000 Schweizer Franken pro Person.
Eine strafrechtliche Verfolgung der Verantwortlichen des Projekts, insbesondere der beiden Hauptakteure Alfred Siegfried (1890–1972) und Clara Reust (1916–2000) sowie der Verantwortlichen in den Vormundschaftsbehörden, die ihre Aufsichtsfunktion nicht erfüllten, gab es nicht.
Sprecher und Unterstützer der Jenischen als der Gruppe der Hauptbetroffenen unter den Schweizer Fahrenden erheben gegen den Bund den Vorwurf des Völkermords. Die UNO-Konvention von 1948 qualifiziert die gewaltsame Überführung von Kindern einer nationalen, ethnischen, rassischen oder religiösen Gruppe in eine andere Gruppe in der Absicht, sie ganz oder teilweise zu zerstören, als Völkermord. Dem folgt das schweizerische Strafrecht im Art. 264 StGB mit Blick auf eine durch ihre Staatsangehörigkeit, Rasse, Religion oder ethnische Zugehörigkeit gekennzeichnete Gruppe. Die Frage ist, ob Jenische einer der genannten Gruppen zuzurechnen seien, was in neueren wissenschaftlichen Arbeiten zum Teil bejaht, zum Teil zur Diskussion gestellt wird. Heute gibt es die Stiftung Naschet Jenische, welche sich für die Betroffenen einsetzt.

## Anerkennung als «Verbrechen gegen die Menschlichkeit»
2024 beauftragte der Bundesrat Oliver Diggelmann, Professor an der Universität Zürich, in einem Gutachten zu prüfen, ob die Jenischen und Sinti in Zusammenhang mit dem Hilfswerk für die Kinder der Landstrasse Opfer eines Völkermordes wurden. Das Gutachten sollte zwei Fragen klären: 1) Stellt die Verfolgung der Jenischen einen Völkermord oder ein Verbrechen gegen die Menschlichkeit dar? Und wenn dem so ist: 2) Sind diese Verbrechen im Sinne der Staatenverantwortlichkeit der Schweiz zurechenbar, ist die Schweiz also für die Verbrechen völkerrechtlich verantwortlich? Das Gutachten wurde im Februar 2025 vom Bundesrat zur Kenntnis genommen und veröffentlicht. 
Das Rechtsgutachten untersuchte nur die Verfolgung der Jenischen, nicht jene der Sinte, weil dazu «keine spezifischen gesicherten Informationen verfügbar» seien. Die Autoren konstatierten, dass die Handlungen des Hilfswerks ein Verbrechen gegen die Menschlichkeit darstellten. Sowohl die Fremdplatzierungen als auch die Massnahmen der «nachgehenden Fürsorge» seien systematisch und weit verbreitet (Art. 7 Abs. 1 Rom-Statut) angewandt worden. Insgesamt seien die Handlungen des Hilfswerks ausserdem als «Verfolgung einer identifizierbaren Gruppe» (Art. 7 Abs. 1 lit. h Rom-Statut) zu qualifizieren. Damit liege ein Verbrechen gegen die Menschlichkeit vor, das dem Bund sowie den betroffenen Kantonen und Gemeinden völkerrechtlich zurechenbar sei. Das Rechtsgutachten merkte zwar an, dass die Jenischen eine durch die Genozidkonvention geschützte Gruppe seien. Ausserdem stellten sowohl die Kindeswegnahmen als auch gewisse Massnahmen der «nachgehenden Fürsorge» völkermörderische Handlungen dar. Wenngleich diese Massnahmen zur Senkung der Reproduktionskapazität geführt hätten, stellten die Autoren fest, dass das Hilfswerk nicht die Absicht hatte, die Jenischen physisch zu vernichten, sondern deren Assimilierung an die Gesellschaft anstrebte. Eine Vernichtungsabsicht ist ein notwendiges Kriterium für die Feststellung eines Völkermordes. «Kultureller Völkermord» ist im Völkerrecht als Tatbestand nicht vorgesehen.

## Filme
- Die letzten freien Menschen. Dokumentarfilm von Oliver M. Meyer, 1991.
- Kinder der Landstrasse. Spielfilm von Urs Egger, 1992.